# Dinko Pintarić
Dinko Pintarić (Sisak, 7. prosinca 1960.) je bivši gradonačelnik Siska.
Osnovno obrazovanje završio je u Osnovnoj školi „22. lipanj“ u Sisku, a maturirao je na sisačkoj Gimnaziji. Diplomirao je na Pravnom fakultetu Sveučilišta u Zagrebu kao jedan od najboljih studenata u svojoj klasi.
Tijekom 1989. i 1990. godine radio je u Republičkom fondu Mirovinskog i invalidskog osiguranja radnika Hrvatske, Područna služba u Sisku, a od 1990. do 1991. radio je u Centru za socijalni rad u Sisku. Od 1991. bio je zaposlen u Medicinskom centru u Sisku na mjestu pomoćnika ravnatelja za opće, pravne i tehničke poslove, a od 1993. do 1997. bio je rukovoditelj Republičkog fonda zdravstvenog osiguranja i zdravstva Hrvatske, Područni ured Sisak.
Od 1997. je tajnik Gradskog vijeća Grada Siska sve do 2000. godine kada je imenovan gradonačelnikom Siska. Gradonačelnik je bio od 14. lipnja 2005. godine kada je odlukom Gradskog vijeća razriješen dužnosti, a 27. prosinca 2005. godine ponovno je izabran za gradonačelnika. Na lokalnim izborima, ujedno prvim neposrednim izborima koji su održani u svibnju 2009. godine, Dinko Pintarić dobio je povjerenje građana za novi četverogodišnji mandat i tako postao prvi neposredno izabrani gradonačelnik Grada Siska. 
Dana 2. lipnja 2013. Dinko Pintarić u drugom krugu na izborima za gradonačelnika gubi povjerenje građana i predaje mjesto novoj gradonačelnici Kristini Ikić Baniček.